# Bibian
Bibian – imię męskie utworzone od łacińskiej nazwy rodu Vivius i oznaczające "należący do rodu Vivii". Patronem tego imienia jest św. Bibian, biskup Saintes (V wiek).
Bibian imieniny obchodzi 28 sierpnia.
Znane osoby noszące imię Bibian:
- Vibiano (zm. 1184) – włoski kardynał

Żeński odpowiednik: Bibiana
Zobacz też:
- Biblia Viviana
- Saint-Vivien-de-Médoc